# Богдалевка
Богдалевка (укр. Богдалівка) — село в Корюковском районе Черниговской области Украины. Население 2 человека. Занимает площадь 0,126 км².
Код КОАТУУ: 7422487502. Почтовый индекс: 15323. Телефонный код: +380 4657.

## Власть
Орган местного самоуправления — Рейментаровский сельский совет. Почтовый адрес: 15335, Черниговская обл., Корюковский р-н, с. Рейментаровка, ул. Шевченко, 6.